# Two Much
Two Much és una pel·lícula espanyola de 1995 dirigida per Fernando Trueba i interpretada per Antonio Banderas i Melanie Griffith. És una comèdia en la qual el protagonista (Art), que està promès, s'enamora de la germana de la seva promesa i per a mantenir a les dues dones s'inventa un doble seu.
Two Much és un remake de la comèdia francesa de 1984, Le Jumeau dirigida per Yves Robert que alhora està basada en la novel·la de Donald E. Westlake.

## Sinopsi
Art Dodge (Antonio Banderas) és un galerista amb molta cara que es compromet per a casar-se amb Betty (Melanie Griffith), però s'enamora de la seva germana Liz (Daryl Hannah), per la qual cosa s'inventa un doble.

## Repartiment
- Antonio Banderas (Art Dodge)
- Melanie Griffith (Betty Kerner)
- Daryl Hannah (Liz Kerner)
- Danny Aiello (Gene)
- Joan Cusack (Gloria)
- Eli Wallach (Sheldon Dodge)
- Gabino Diego (Mané)
- Austin Pendleton (Dr. Huffeyer)
- Allan Rich (Reverendo Larrabee)
- Vincent Schiavelli (Sommelier)
- Phil Leeds
- Sid Raymond
- Louis Seeger Crume
- Santiago Segura

## Naixement del projecte
Els primers intents d'adaptar al cinema la novel·la de Westlake van tenir lloc a mitjan vuitanta, quan el productor Pepón Coromina (mort en 1987) i el director Jordi Cadena van fabricar una sinopsi que es va quedar en això. Fernando Trueba va començar a donar-li voltes a l'assumpte a la fi dels 80.

## Recepció
Als Estats Units va ser valorada com una de les pitjors pel·lícules espanyoles estrenades allí de la història, (14% Rotten Tomatoes) també seria valorada de la mateixa forma al seu país d'origen.

## Curiositats
- Antonio Banderas i Melanie Griffith es van conèixer durant el rodatge de la pel·lícula.
- En aquesta pel·lícula descobrim la faceta còmica de Banderes.
- Antonio Banderas va ser nominat als Premis Goya per la seva actuació.[4]
- Melanie Griffith i Daryl Hannah van ser nominades al Premi Golden Raspberry.[5]
- Two Much és un joc de paraules. "Too much" en anglès significa "massa" i Two significa "Dos".